# Не разлей вода
«Не разлей вода» — второй и последний студийный альбом российской музыкальной группы «Френдзона», вышедший 17 апреля 2020 года на лейбле Rhymes Music.
Группа пыталась записать альбом ещё весной 2019 года, а также это является первым альбомом группы записанный в студии. Из альбома вышла два сингла «Рок-н-ролла» и «Кокоро», клипы которых оба попали в российский чарт клипов YouTube Music. Также в качестве продвижения, коллектив посещал интернет- и ТВ-шоу, представляли различные версии своих песен на официальном YouTube-канале, и провели концертный тур.
«Френдзона» утверждают, что этот альбом подходит для прослушивания людей разного возраста, они называют свою работу более взрослой, в отличие от дебютного «Флирт на вписке». Пластинка дебютировала на шестом месте в российском чарте Apple Music и на 28 в iTunes в день её выхода. Критики подчеркивали в альбоме темы его песен, и взросление группы по сравнению с их предыдущими работами.

## Запись
При создании альбома «Френдзона» написали больше 60 песен, в альбом они добавляли только те треки, которые нравились всем участникам группы. В отличие от первого альбома «Флирт на вписке», группа записывала свой второй альбом уже в студии, и на его запись ушло 600 тысяч рублей.
Попытка записать песню «Половое воспитание» была ещё весной 2019 года, во время тура «Пижамная вечеринка», но в этот момент у участников группы были сорваны голоса, и запись пришлось отложить. Эта же композиция была написана раньше остальных и дала толчок для создания нового альбома. «Кокоро» изначально должна была быть англоязычным треком, но было решено, что группе ещё рано записывать песни на других языках. Идея для песни родилась благодаря Мэйби Бэйби, она часто говорила фразу: «прямо в кокоро, брат». При записи «Я не буду твоим другом» группа впервые использовала обсценную лексику в своих треках; изначально они не хотели включать этот трек в альбом. В «Неидеальные люди» поначалу не планировалось использование голоса певицы Доры, но перед записью альбома ей было предложено записать свой вокал в припев. «Рок-н-ролла» — песня, в которой изначально не должно было быть голоса Мэйби Бэйби; как говорит сама певица, она «напросилась» туда. В ней есть строчка «записываем песни посреди тусовок», Галат назвал её правдивой, потому что трек записывался «посреди тусовки» вместе с продюсером XWinner. У группы была цель написать «экспериментальный» трек, который «отходил бы от общего звучания альбома» — говорит Мэйклав, таким образом они написали девятую по счету песню «Секрет». Последний трек «Что такое дружба?» был записан уже после того, как пластинка была готова. Этот трек они посвятили участнику группы Диджею Валере, который неожиданно принял решение уйти из коллектива и начать собственную карьеру.

## Выход и продвижение
Первым синглом из альбома стал трек «Рок-н-ролла», вышедший 26 февраля 2020 года, он получил экранизацию в виде клипа 6 марта. Клип на «Рок-н-ролла» дебютировал на пятнадцатом месте в российском чарте YouTube Music. Уже 24 марта вышел второй сингл «Кокоро», который получил экранизацию в виде клипа 25 апреля. «Кокоро» дебютировала на 4 месте в стриминговом сервисе Zvooq.online, клип дебютировал на третьем месте в российском чарте YouTube Music. В еженедельном чарте Top YouTube Hits песня попала на 38-е место.

Обложка сингла «Рок-н-ролла»

Обложка сингла «Кокоро»

После выхода альбома группа поучаствовала на шоу журнала «Афиша» под названием «Альбом на прослушке». На шоу они делились своими впечатлениями от альбома, а также процессом создания песен и их смыслом. С выходом релиза была объявлена презентация альбома в Санкт-Петербурге 10 октября и в Москве 31 октября этого же года, и позже объявила свой четвёртый концертный тур Rock’n’roll Zone.
Далее группа начала показывать живые выступления песен из альбома. Так, 1 июня с треком «Секрет» они выступили на шоу «Вечерний Ургант», а 9 июня они представили акустическую версию на песню «Неидеальные люди», певица Дора также поучаствовала в записи. 12 июля группа выпустила живую версию трека «Я не буду твоим другом». 28 декабря группой совместно с «Мегафон» была выпущена экранизация в виде клипа на композицию «Немедленный танец». Фанаты группы выкладывали видео в социальные сети с подписью «#МегаФрендзона», где они повторяют придуманный группой танец. В самом клипе видеоряд танца «Френдзоны» чередуется с фанатами группы.

## Содержание
Дебютный альбом «Флирт на вписке» группа представляла как сделанный для подростков, рассказывая про второй альбом они утверждали, что он подходит для всех возрастов. Открывающая композиция альбома «Половое воспитание» повествует о подростковом сексе. «Рокстармобиль» композиция в жанре рок присутствием гитары, а название трека «Кокоро» переводится с японского, как «сердце». Cледующий трек «Я не буду твоим другом» рассказывает о ссоре пары, Мэйби Бэйби отметила: «неважно, парень с девушкой, девушка с девушкой или парень с парнем». Песня «Неидеальные люди», записанная с певицей Дорой повествует о принятии себя. «Рок-н-ролла» Галат назвал «завершением истории с нашим диджеем [Валерой], который решил уйти. Бог ему судья. Мы его отпустили с чистой совестью, пошли втроем дальше». «Краш-тест» песня про «тех, кто нашел, и тех, кто ищет». «Немедленный танец», по словам того же продюсера Галата «вывернул рэперскую душонку наружу». «Секрет» песня в жанре европоп. «Я нашёл тебя в даркнете» является стёбом над людьми, которые пытались запретить группе выступать. Последняя композиция «Что такое дружба?» посвящена бывшему участнику Диджею Валере, который принял решение уйти из группы.

## Приём

### Коммерческий успех
По данным портала Mooscle в день выхода альбома, он дебютировал на шестом месте российском чарте альбомов Apple Music, а в чарте ITunes на 28. The Flow подводя итоги недели, написали, что за 20 апреля, альбом попал на восьмое место в этом же чарте. Российское подразделение Forbes отметило, что за несколько суток альбом собрал 2,5 миллионов прослушиваний во «ВКонтакте». Тому же изданию один из продюсеров альбома и участник «Френдзоны» Владимир Галат прокомментировал, что трек «Секрет» из альбома стал хитом и добавил, что за два месяца после выхода пластинки её прослушали несколько миллионов пользователей.

### Реакция критиков
Алексей Мажаев из InterMedia считает, что «эпатаж и провокации входят в заранее установленные проектом правила игры, однако новая пластинка показывает, как группа взрослеет и развивается». Он поставил альбому 7,5 из 10. В интернет-версии журнала «Афиша» Daily альбом описали, как «неразделенная любовь и половое воспитание». Николай Овчинников из этого же издания отметил альбом в статье: «Выбираем лучший альбом полугодия». Он описал его, как «прощание с мамбл-роком». Несмотря на то, что альбом не попал туда, трек «Неидеальные люди» попал в список «Что слушала редакция „Афиши“ Daily в 2020 году». Максим Сухагузов отметил, что «„Не разлей вода“ стоял на репите, поскольку, как мне кажется, это уже всерьез и надолго».

## Список композиций
| №                   | Название                        | Длительность |
| ------------------- | ------------------------------- | ------------ |
| 1.                  | «Половое воспитание»            | 3:42         |
| 2.                  | «Рокстармобиль»                 | 2:30         |
| 3.                  | «Кокоро»                        | 3:59         |
| 4.                  | «Я не буду твоим другом»        | 3:37         |
| 5.                  | «Неидеальные люди» (feat. Дора) | 2:53         |
| 6.                  | «Рок-н-ролла»                   | 2:58         |
| 7.                  | «Краш-тест»                     | 3:15         |
| 8.                  | «Немедленный танец»             | 3:06         |
| 9.                  | «Секрет»                        | 3:53         |
| 10.                 | «Я нашёл тебя в даркнете»       | 3:48         |
| 11.                 | «Что такое дружба?»             | 2:54         |
| Общая длительность: | Общая длительность:             | 36:35        |

## Чарты

#### Ежедневный чарт альбома
| Чарты       | Высшая позиция |
| ----------- | -------------- |
| Apple Music | 6              |

#### Ежедневный чарт песни «Рок-н-ролла»
| Чарты (17.03.2020) | Высшая позиция |
| ------------------ | -------------- |
| YouTube Music      | 15             |

#### Ежедневный чарт песни «Кокоро»
| Чарты         | Высшая позиция |
| ------------- | -------------- |
| YouTube Music | 3              |
| Zvooq.online  | 4              |